# Varese Sportiva 1930-1931
Questa voce raccoglie le informazioni riguardanti la Varese Sportiva nelle competizioni ufficiali della stagione 1930-1931.

## Organigramma societario
Area direttiva
- Presidente: Prof. Aldo Maroni
- Consiglio direttivo: Michele Frattini,  Ferrario, Gnocchi, Dott. Pisoni, Adeo Ghiringhelli, Minazzi, Carlo Bianchi, Piero Pastorino, Festa.

Area organizzativa
- Segretario: Piero Pastorino

Area tecnica
- Allenatore: Károly Fatter

## Rosa
| N. |                      | Ruolo | Calciatore            |
| -- | -------------------- | ----- | --------------------- |
|    | Italia (bandiera)    | A     | Berrini               |
|    | Argentina (bandiera) | P     | Alberto Bernasconi    |
|    | Italia (bandiera)    | C     | Carlo Bianchi         |
|    | Italia (bandiera)    | D     | Renato Bizzozzero     |
|    | Italia (bandiera)    | P     | Egidio Bossi          |
|    | Italia (bandiera)    |       | Gianni Broggi         |
|    | Italia (bandiera)    | C     | Campagnini            |
|    | Italia (bandiera)    |       | Mario Cappa           |
|    | Italia (bandiera)    | C     | Guerrino Cattaneo (I) |
|    | Italia (bandiera)    | C     | Luigi Cattaneo (II)   |
|    | Italia (bandiera)    | A     | Piero Colombo         |
|    | Italia (bandiera)    |       | Giulio Ferrari        |
|    | Italia (bandiera)    | D     | Luigi Ferrario        |
|    | Italia (bandiera)    | A     | Giuseppe Galimberti   |
|    | Italia (bandiera)    |       | Magni                 |

| N. |                   | Ruolo | Calciatore               |
| -- | ----------------- | ----- | ------------------------ |
|    | Italia (bandiera) | A     | Rolando Marianelli       |
|    | Italia (bandiera) |       | Mario Mazzola            |
|    | Italia (bandiera) | C     | Alfredo Milano           |
|    | Italia (bandiera) | D     | Natale Pedetti (I)       |
|    | Italia (bandiera) | C     | Piccardi (I)             |
|    | Italia (bandiera) | D     | Piccardi (II)            |
|    | Italia (bandiera) | C     | Carlo Pontiggia (I)      |
|    | Italia (bandiera) | A     | Coriolano Pontiggia (II) |
|    | Italia (bandiera) | P     | Giuseppe Raimondi        |
|    | Italia (bandiera) |       | Roncoroni                |
|    | Italia (bandiera) |       | Narciso Sacchiero        |
|    | Italia (bandiera) | D     | Livio Semelli            |
|    | Italia (bandiera) | D     | Mario Semelli            |
|    | Italia (bandiera) | C     | Virgilio Vismara         |
|    | Italia (bandiera) | C     | Francesco Viscardi       |

## Arrivi e partenze
| Acquisti | Acquisti            | Acquisti      | Acquisti   |
| -------- | ------------------- | ------------- | ---------- |
| ?        | Mario Cappa         | Gallaratese   | definitivo |
| ?        | Giulio Ferrari      | ???           | definitivo |
| A        | Giuseppe Galimberti | Atalanta      | definitivo |
| A        | Rolando Marianelli  | Pro Patria    | definitivo |
| ?        | Mario Mazzola       | Intra         | definitivo |
| C        | Alfredo Milano      | Sestese       | definitivo |
| P        | Giuseppe Raimondi   | Pro Patria    | definitivo |
| ?        | Roncoroni           | Viggiù (ULIC) | definitivo |
| ?        | Virgilio Vismara    | Monza         | definitivo |

| Cessioni | Cessioni          | Cessioni        | Cessioni           |
| -------- | ----------------- | --------------- | ------------------ |
| C        | Emilio Agradi     | Cantù           | definitivo         |
| A        | Luigi Alabiso     | Virtus Spoleto  | militare a Spoleto |
| D        | Giuseppe Ballerio | Alessandria     | militare           |
| A        | Albino Bottini    | Siracusa        | definitivo         |
| P        | Luigi Broggi      | Bollatese       | definitivo         |
| ?        | Ugo Ferrè         | Messina         | definitivo         |
| D        | Arnaldo Giudici   | ???             | definitivo         |
| ?        | Flaminio Landini  | Civitavecchiese | militare           |
| A        | Attilio Marcora   | Seregno         | definitivo         |
| P        | Bruno Midali      | Vogherese       | definitivo         |
| A        | Ermanno Missaglia | ???             | definitivo         |
| A        | Luigi Poggia      | Intra           | definitivo         |
| A        | Attilio Salvi     | ???             | definitivo         |
| D        | Stefano Visca     | Seregno         | definitivo         |